# SN 1960A
SN 1960A – supernowa odkryta 20 stycznia 1960 roku w galaktyce A023526+0206. W momencie odkrycia miała maksymalną jasność 16,00m.